# Houda Hamrouni
Pour les articles homonymes, voir Hamrouni.
Houda Hamrouni, née le 7 février 1994 à Nabeul, est une joueuse tunisienne de basket-ball évoluant au poste d'ailier fort.

## Carrière
Houda Hamrouni participe au championnat d'Afrique  2017, son équipe terminant à la onzième place.
Elle fait partie des douze joueuses tunisiennes sélectionnées pour participer au championnat d'Afrique 2019 se déroulant à Dakar. Elle dispute ensuite le championnat d'Afrique  2021 à Yaoundé.
Elle évolue en club au Club omnisports de Meknès puis à l'Espoir sportif du Cap Bon.